# 松坂屋名古屋店
松坂屋名古屋店（まつざかや なごやてん）は、日本の百貨店松坂屋が愛知県名古屋市中区栄で営業している店舗。江戸時代から続く呉服店を起源とする老舗で、名古屋発祥の松坂屋においては本店格である。大丸を含めた大丸松坂屋百貨店全店でも最大の売上高を有する旗艦店である。大丸松坂屋百貨店と同じJ.フロント リテイリンググループのファッションビル「名古屋パルコ」と隣接している。
名古屋における百貨店として、丸栄、名鉄百貨店、三越（名古屋栄店）、髙島屋（JR名古屋タカシマヤ）とともに、かつては「4M1T」、丸栄廃業後は「3M1T」と呼ばれる。長い間、名古屋最大の売上高を誇る百貨店であったが、2014年度以降は名駅地区のJR名古屋タカシマヤに地域一番店の座を奪われた。

## 歴史

### 前史
松坂屋名古屋店の前身である「いとう呉服店」の歴史は1611年（慶長16年）、織田信長の旧臣伊藤蘭丸祐道が源左衛門と名を改め、妻子を連れて清洲から名古屋に移り、本町一丁目に呉服小間物問屋「伊藤屋」を開いた時に遡る。伊藤屋の商いは順調であったが、源左衛門は1615年（慶長20年）の大坂夏の陣で討ち死にする。源左衛門の次男の祐基は次郎左衛門を名乗り、1659年（万治2年）に茶屋町に移り、呉服小間物問屋の店を開くが、そのわずか50日後の1660年1月14日の万治の大火で全焼する。その1か月後の2月14日に仮店舗で再建。1661年に祐基は子の祐蔵に店を譲り出家。店は三代目の祐蔵、四代目の祐政、五代目の祐寿へと受け継がれていく。
伊藤屋を含め従来の呉服商は掛取引での商いを行ってきたが、元文の改鋳の差損により経営が圧迫を受ける。そこで、五代目の祐寿は1736年（元文元年）に「正札付き現金掛け値なし」を謳い、問屋から小売業へと転換した。11代祐恵は三河国岡崎（現在の愛知県岡崎市）に支店を出し、名古屋の本店を拡張して家業を飛躍的に発展させた。1768年（明和5年）には、伊勢商人の太田利兵衛が上野で興した呉服商の松坂屋を買収して江戸に進出。12代の祐躬の頃には、伊藤家は関戸家、内田家とともに「尾張三家衆」と称され、尾張徳川家御用達商人の筆頭の地位を占めた。1834年（天保5年）12月25日、13代の祐良の代に商号を「伊藤屋」から「いとう」に改めた。明治に入り、1881年（明治4年）に14代祐昌は名古屋初の私立銀行である伊藤銀行を設立。1900年（明治33年）には、「いとう」から「いとう呉服店」に商号を改める。
その頃、東京の三井家は後に三越百貨店となる呉服店事業の改革を進めていた。三井呉服店を1904年（明治37年）12月6日に株式会社として分離独立させて店名を「三越呉服店」とし、翌年1月にはアメリカ合衆国（米国）流の「デパートメント・ストアー」をめざすことを新聞広告で宣言した。この変化を、「いとう呉服店」15代目の伊藤祐民は目の当たりにした。いとう呉服店も1905年（明治38年）、当時流行していた元禄模様の衣裳を名古屋本店においてファッションショー形式で発表し、陳列台を設けて立売り方式で販売。旧来の呉服商の商慣習である座売りから、近代的な百貨店の販売手法である陳列立売り方式へと切り替えてゆく。

### 百貨店化

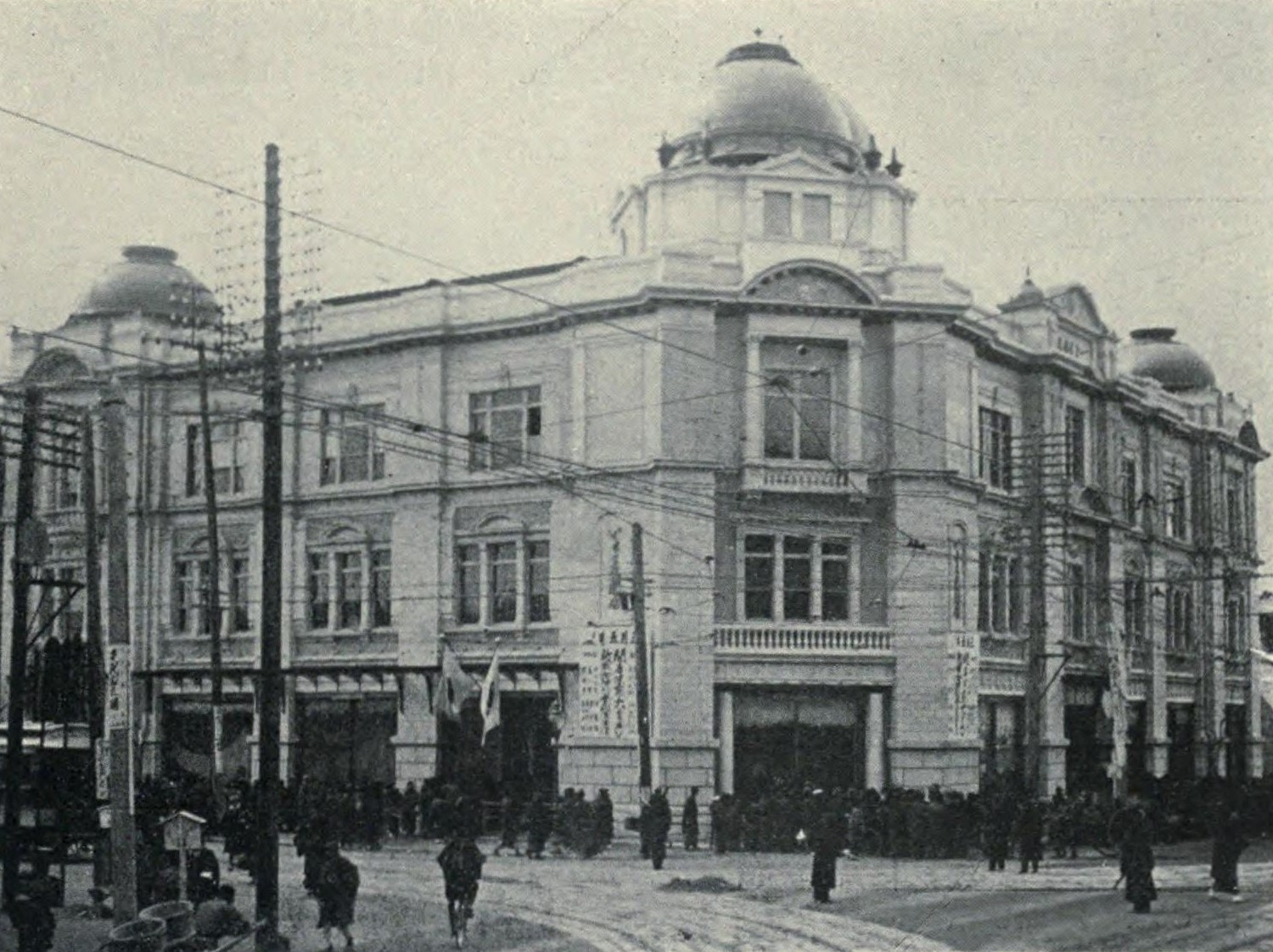
1910年のいとう呉服店。のちに松坂屋栄町店と呼ばれた。現在の名古屋店とは別の位置。

1906年（明治39年）の重役会で、東京勧業博覧会開催に合わせ上野店を座売りから陳列立売りに変更することを決定。ショーウインドー設置などの改装工事を行い、翌年4月1日に開店した。この間に組織の刷新を図るべく、「合資会社伊藤呉服店」の設立を進めた。祐民は、その年の1月に金子堅太郎伯爵より欧米のデパートメントストアの話を聞き、百貨店化の助言を受けていたことから、伊藤呉服店を百貨店とすることを考えていた。
広小路と大津通が交わる栄町交差点の南西角には名古屋市役所の庁舎と市議会議事堂があったが、1907年（明治40年）10月24日に火災で全焼した。市は、土地を売却してその代金でほかの場所で再建することを可決。上野店の成功で自信を深めた祐民は、その土地を取得して百貨店の建設を決意した。保守的な風土の名古屋において、百貨店を開いて華美な商いをすることは伊藤銀行の信用に影響することを心配した父の祐昌はこれに反対するが、祐民の熱意に押され承諾。1908年（明治41年）1月の入札では伊藤家と八木家が応札したが、落札予定価格に達せず不出来であった。三越が市と交渉していたが、価格の折り合いがつかず成約に至っていなかった。改めて市と交渉した末、土地の買収が決定。同年9月23日に地鎮祭を挙行し、鈴木禎次の設計・竹中藤右衛門の施工で1910年2月に竣工した。デパートメントストア形式のいとう呉服店の新店舗は高さ49尺、建築面積320坪、延床面積850坪の地上3階・地下1階のルネサンス様式の木造建築。柱周りを花崗岩と煉瓦、外壁は備中花崗岩で覆われ、屋上には大小4か所のドームが設けられた。1階には綿布や化粧品、傘・履物、文房具、旅行用具など、2階には帯地や友禅など呉服関係、3階には陶器・漆器や美術品、貴金属の売り場が設けられ、ホールや貴賓室も3階に開設された。1階中央部の屋内庭園の上は2階・3階への吹き抜けがあり、隣接する商品倉庫の屋上は庭園が設けられた。1910年3月1日から4日にかけて得意客向けの内覧会ののち、3月5日に開店。長蛇の列ができ、3～4万人の入店客があった。当時の名古屋の人口が約40万人の頃の出来事である。当時の新聞は、『名古屋新聞』は「行燈から電灯に替わった以上の進歩」、『新愛知』は「白亜の洋館、美しく飾ったショーウィンドー、店内には流行の品々を集めた」と絶賛した。東京とは異なり、名古屋では百貨店という新たな業態を広く知ってもらう必要があったことから、子供用品の陳列会など催事も多く行われた。第一次世界大戦による好景気で業績は好調に推移し、売り場が手狭になった。1917年（大正6年）から1919年（大正8年）にかけて増改築が行われ、吹き抜けをふさいで売り場を広げるとともに商品倉庫を3階建てから5階建てに増築。名古屋の百貨店としては初となるエレベーターや商品リフト、スチーム暖房なども取り入れられた。

### 現在地へ
名古屋市の人口は、1920年（大正9年）に行なわれた第1回国勢調査から、1925年（大正14年）の第2回調査の間に43万人から76万8千人に急増。百貨店の顧客層も、それまでの大口の得意先からサラリーマンなどの中間層へと拡大し、増築した栄町の店舗も手狭になった。関東大震災で被災した上野店の復旧や、銀座店の開店準備が軌道に乗った1924年（大正13年）3月に、栄町の店舗から300mほど南に離れた南大津町に新店舗を着工。地下2階・地上6階建て、総面積2万m2の鉄筋コンクリート構造で、竹中工務店により施工された。1階に医薬品、4階に家具・室内装飾品や園芸、5階に楽器や写真・書籍の売り場を設けるなど取扱品目を拡充し、屋上には展望台や動物園・水族館、6階に800人収容の多目的ホール、6階と地下1階には大食堂を設けた。新店舗は1925年5月1日に開店し、これに合わせて全店舗の商号を、いとう呉服店から松坂屋に統一した。栄町の店舗は松坂屋子会社の栄殖産の経営に移り、食料品や日用雑貨を扱うスーパーマーケット「栄屋」として1925年（大正14年）8月1日に再オープンする。栄殖産は1927年（昭和2年）に松坂屋と合併し、栄町営業部、のちに栄町店として1960年（昭和35年）まで営業を続ける。本館北側に隣接して、1928年（昭和3年）に催事場として木造2階建ての北館が建てられたが、1935年（昭和10年）8月24日から、北館を解体したうえで本館の増築が行われた。翌1936年（昭和11年）9月19日に7階ホールが完成。同12月1日には、こんにちのデパ地下の先駆けとなる「東西名物街」が地下1階にオープンした。京都から羊羹の「虎屋」、大阪から昆布の「松前屋」、東京から佃煮の「有明家」や洋菓子の「コロンバン」などの名店が出店し、評判になる。1937年（昭和12年）3月1日には増改築工事が全面完成し、総面積3万3千m2の陣容となった。しかし、同年7月7日の盧溝橋事件に端を発する日中戦争が始まると、戦時下の統制強化を順次受けるようになる。日中戦争を収拾できなかった日本は、米国などとの太平洋戦争に突入。その末期の1945年（昭和20年）3月19日、名古屋空襲を受け栄町店は全焼。名古屋店も、係員により守られた電機室以外は焼失した。4月12日から必需品の配給業務を再開した。日本の降伏後、9月1日から復旧工事に着手したが、資材難から焼け焦げたタイルを剥がし、露出した鉄骨を補修する応急的な対応にとどまり、復旧は1949年（昭和24年）秋までかかった。1951年（昭和26年）9月1日、日本初の民間ラジオ放送である中部日本放送（現在のCBCラジオ）が開局。同局副社長には松坂屋副社長の佐々部晩穂が就任し、開局記念イベントが松坂屋名古屋店のホールで開催されるなど、その後にわたり両者の関係は密接となる。1953年（昭和28年）9月20日、外装タイルの張り替えと北入り口の拡張工事が完成。この時にミュージックサイレンが設置され、午前7時と10時に『浜千鳥』、正午と午後3時に『埴生の宿』、午後6時と9時に『アニーローリー』の曲を流して街行く人々に時刻を告げた。

### 日本最大級の百貨店に
名古屋では1953年（昭和28年）10月1日に丸栄が増築し、翌1954年（昭和29年）5月28日にオリエンタル中村百貨店が栄に進出（現・名古屋三越 栄店）、同12月1日に新名古屋駅に名鉄百貨店が部分開業するなど、百貨店競争が激化した。松坂屋は1956年（昭和31年）と1958年（昭和33年）に隣接地に建てた別棟に事務部門を移し、捻出したスペースを売り場拡充にあてた。その後も、1956年（昭和31年）3月の丸栄の新館、1959年（昭和34年）5月の名鉄百貨店増床、1962年（昭和37年）10月のオリエンタル中村の東館開業など、名古屋の百貨店競争は続いていく。当時の百貨店法では、売場面積を増床する際には通商産業大臣の許可を得る必要があった。そのため、栄町店を閉館し、その売場面積を名古屋店の増床に充てることとした。1960年（昭和35年）10月にD館2・3階の増床が完成。同11月30日に、いとう呉服店が百貨店としての歩みを始めた歴史ある栄町店が閉館する。その後も名古屋店は増床を重ね、1961年（昭和36年）にD館4～7階が完成。1964年（昭和39年）6月16日にはD館東側のE館の地下3階～地上4階、さらに同年9月30日には7階まで完成し、売場面積33,880m2の中部地方最大の百貨店となる。E館東側の入り口は、1966年開業のエンゼルパーク地下駐車場および名古屋市営地下鉄名城線矢場町駅と直結した。1971年（昭和46年）11月17日、E館南側にF館が完成。これにより栄三丁目16番の街区すべてを占める百貨店が出来上がったのみならず、久屋大通に面した東側外観を一新するものとなった。1階中央に「愛の広場」が設けられ、CBCラジオのサテライトスタジオが開設された。1965年（昭和35年）に放送開始した松坂屋一社提供番組『0時半です松坂屋ですカトレヤミュージックです』はこの広場から生放送されるようになる。1972年（昭和47年）11月16日、東宝との共同出資で、家具や家電など住宅関連商品を扱う北館「リビンザ」がオープン。この名称はリビングプラザの略で、約3万通の公募の中から選ばれた。これにより、名古屋店の売場面積は5万m2を超えた。地下1階には、2005年（平成17年）まで映画館「エンゼル東宝」があり、その後2006年（平成18年）から2016年（平成28年）にかけてディスコ「PLATINUM NAGOYA」が営業していた。
1974年（昭和49年）11月29日には、国鉄名古屋駅に隣接した名古屋ターミナルビルに松坂屋名古屋駅店が開店。売場面積16,580m2で、現代女性にメインターゲットを置き婦人服飾雑貨を中心とした売場構成とした。
1990年（平成2年）の会社創立80周年を目標に、本館南側隣接地を取得して南館を建設し、3館体制とすることを目指して1986年（昭和61年）より地権者と交渉を進めていた。調整には時間を要し、予定より半年遅れて1991年（平成3年）3月21日に地下4階・地上10階建、延床面積39,460m2（うち、売場面積20,200m2）の南館がオープンした。地下2階から地上6階にかけて生活雑貨を中心とした売り場、7階に松坂屋美術館、8・9階は吹き抜けの多目的ホール「マツザカヤホール」、10階にはレストラン街が配置され、地下3・4階には駐車場と荷捌き場が設けられた。1階から4階を貫く吹き抜け空間にはカナダ製のパイプオルガンが設置された「オルガン広場」が設けられ、『カトレヤミュージック』の生放送にも使用された。南館完成と、本館増築を合わせて売場面積は69,782m2となり、日本最大規模の百貨店となった。マツザカヤホールはファッションショーやコンサート、落語寄席などの文化活動のほか、松坂屋の株主総会や入社式などにも使われている。南館は、当初より街区全体の再開発の構想があったが、1991年（平成3年）開業部分は街区の東側の一部にとどまった。1999年には街区西側の北半分の土地を取得し、増築に向けた動きを進める。2000年に地権者との合意を取り付け、2001年（平成13年）秋に既存建物の除却を開始。11月に着工し、2003年（平成15年）9月に南館西側に地上7階・地下4階の新南館が完成。これにより、3館合わせた売場面積は86,758m2となり、日本最大級の百貨店となった。
松坂屋は2006年（平成18年）9月1日に松坂屋ホールディングス（HD）株式会社を設立し、持株会社体制に移行。2007年（平成19年）に大丸と経営統合。大丸と松坂屋HDは共同持株会社であるJ.フロント リテイリングの子会社となった。2010年（平成22年）3月1日には松坂屋と大丸が合併し、大丸松坂屋百貨店となる。2012年（平成24年）には、南館の南隣に店舗を有するパルコ（PARCO）がJ.フロント リテイリングの子会社になった。

### 今後
2019年（平成31年）1月23日、大丸松坂屋百貨店は、錦三丁目25番の同社所有地3040.82m2と名古屋市の市有地1822.14m2の合わせて4862.96m2の土地で、同社と市有地を購入した事業者により再開発を行うことを発表。市の事業提案募集に応じた、三菱地所を代表とし日本郵政不動産、明治安田生命保険、中日新聞社の4社による案が採択された。地下4階・地上41階建、高さ211mの再開発ビルは2022年（令和4年）7月1日に着工し、2026年（令和8年）3月の竣工を予定している。地下2階から地上4階の商業ゾーンの事業者は大丸松坂屋百貨店からパルコに変更され、5～9階はTOHOシネマズによるシネマコンプレックス、12階～30階はオフィス、10・11階はコンラッド・ホテルによるボールルーム、31～41階は同ホテルの客室となる。
J.フロント リテイリングは松坂屋名古屋店について、2020年代後半頃より一部店舗の建て替えを含めた再開発に着手する意向があることが報じられた。

## 生活と文化を結ぶ松坂屋
1948年（昭和23年）、松坂屋が募集したキャッチフレーズに、茨城県の男性の「生活と文化を結ぶ松坂屋」が選ばれた。松坂屋では、標語のとおり文化貢献に力を入れている。

### 松坂屋美術館と松坂屋史料室
1991年（平成3年）の名古屋店南館増設時に、7階に松坂屋美術館と松坂屋史料室を開設した。1931年（昭和6年）から1939年（昭和14年）にかけて、呉服の意匠の参考のため収集した江戸時代以前の約1500点の染織工芸品は企業秘密扱いで京都仕入店に併設された染織参考館に保管されてきた。2008年（平成20年）より一般公開を開始。京都仕入店は2010年（平成22年）に閉鎖され、翌年に設立された一般財団法人J.フロント リテイリング史料館の運営となる松坂屋史料室と、名古屋市博物館、徳川美術館に「松坂屋コレクション」として収蔵されることとなった。このうち、江戸時代の「染分綸子地御所車花鳥文様繍箔小袖」は2011年（平成23年）、安土桃山時代の「紺地菖蒲蓬菊桐文様小袖」「萌黄地紋入格子縞藤文様片身替厚板」「薄黄地紋入格子鱗文様肩裾厚板」、江戸時代の「茶地紋入格子文様厚板」の4点は2018年（平成30年）に、国の重要文化財に指定された。松坂屋美術館は自らの収蔵品を持たず、国内外の絵画や工芸、アニメーションなど様々なジャンルの展覧会を行う。
芸術関連では、名古屋店本館8階は2024年（令和6年）12月10日の改装オープンで日本の百貨店では初のアート専用フロアとなり、画廊で美術品を販売するほか、ギャラリーでの作品展示などを通じて、若手や東海地方の地元作家を支援することも目的としている。

### カトレヤミュージック
1965年（昭和40年）に放送開始した、松坂屋が提供する中部日本放送（CBCラジオ）『0時半です松坂屋ですカトレヤミュージックです』は、東海地方の人々に親しまれるお昼の長寿番組となった。当初は放送局のスタジオから放送していたが、1971年（昭和46年）からは本館に新設された愛の広場、1991年からは南館オルガン広場のサテライトスタジオから放送。山口百恵、荒井由実、ピンクレディーなどが出演し、「新人歌手の登竜門」と言われた。司会者が台本なしで催事や売り場の様子を伝えるスタイルは、全日本シーエム放送連盟の賞を受賞した。2008年（平成20年）3月に放送終了したが、2019年（令和元年）10月からの3年間、松坂屋名古屋店提供の『深夜です 松坂屋です 大人のカトレヤミュージックです』として復活。名古屋店の現役店員「Mrデパート」と「広報レディ」が出演し、架空の百貨店「カトレヤデパート」を舞台にしたラジオドラマやゲストとのトーク、催事情報などを伝えた。昼の番組、深夜の番組とも、「生活と文化を結ぶ松坂屋」は締めの言葉に使われた。

## 建築
東の久屋大通、西の大津通の間に北館、本館、南館・新南館からなり、南北の全長は約300mにおよぶ。さらに、南館の南側にはJ.フロント_リテイリンググループの名古屋PARCOが隣接する。南館はハーフミラー、本館は1971年（昭和46年）の改装で横ストライプの入った白い外壁で、変化のある外観となっている。本館外壁の間接照明による夜景の演出は、日本サインデザイン協会主催のSDA賞を受賞した。北館と本館は5階と地下1階、本館と南館は3階・6階と地下2階に連絡通路がある。2003年（平成15年）の新南館完成で売場面積は86,758m2となり、当時の日本の百貨店としては最大の規模となった。2014年（平成26年）に売場面積100,000m2のあべのハルカス近鉄本店が誕生し、首位ではなくなっている。

### 本館
本館は、西を大津通、東を久屋大通、北を白川通、南を西行き一方通行の街路に囲まれた街区全体を占めるが、建設年次の異なる6つの建物からなる。北西角が1961年（昭和36年）6月完成のA館、南西角が1925年（大正14年）4月完成のB館、その東隣が同じく1925年（大正14年）4月完成のC館、その北が1936年（昭和11年）11月完成のD館。北東角が1964年（昭和39年）9月に地下3階から地上7階まで完成したE館で、1970年（昭和45年）6月には8階から10階まで増築された。南東角は1971年（昭和46年）11月完成のF館となる。一般公開はしていないが、屋上の機械室には名古屋空襲の際の焼け跡が残る。
なお、本館屋上の大津通側には1953年（昭和28年）頃に電飾付きのロゴ看板が設置されたが、老朽化や安全面の配慮から、2024年（令和6年）6月に撤去されることになった。

### 北館
1972年（昭和47年）11月16日にハウジング関連の売場を集約した地上5階、地下1階の北館リビンザがオープンした。2006年（平成18年）に全面改装され「ライフリゾート館」としてリフレッシュオープンした。その後2016年（平成28年）4月21日に紳士服・紳士用品フロアを集約し「GENTA（ジェンタ）」にリニューアルした。

### 南館及び新南館
1991年（平成3年）3月に増築により南館が完成した。さらに2003年（平成15年）9月に大津通りに面して増築が行われ新南館となった。

### ギャラリー

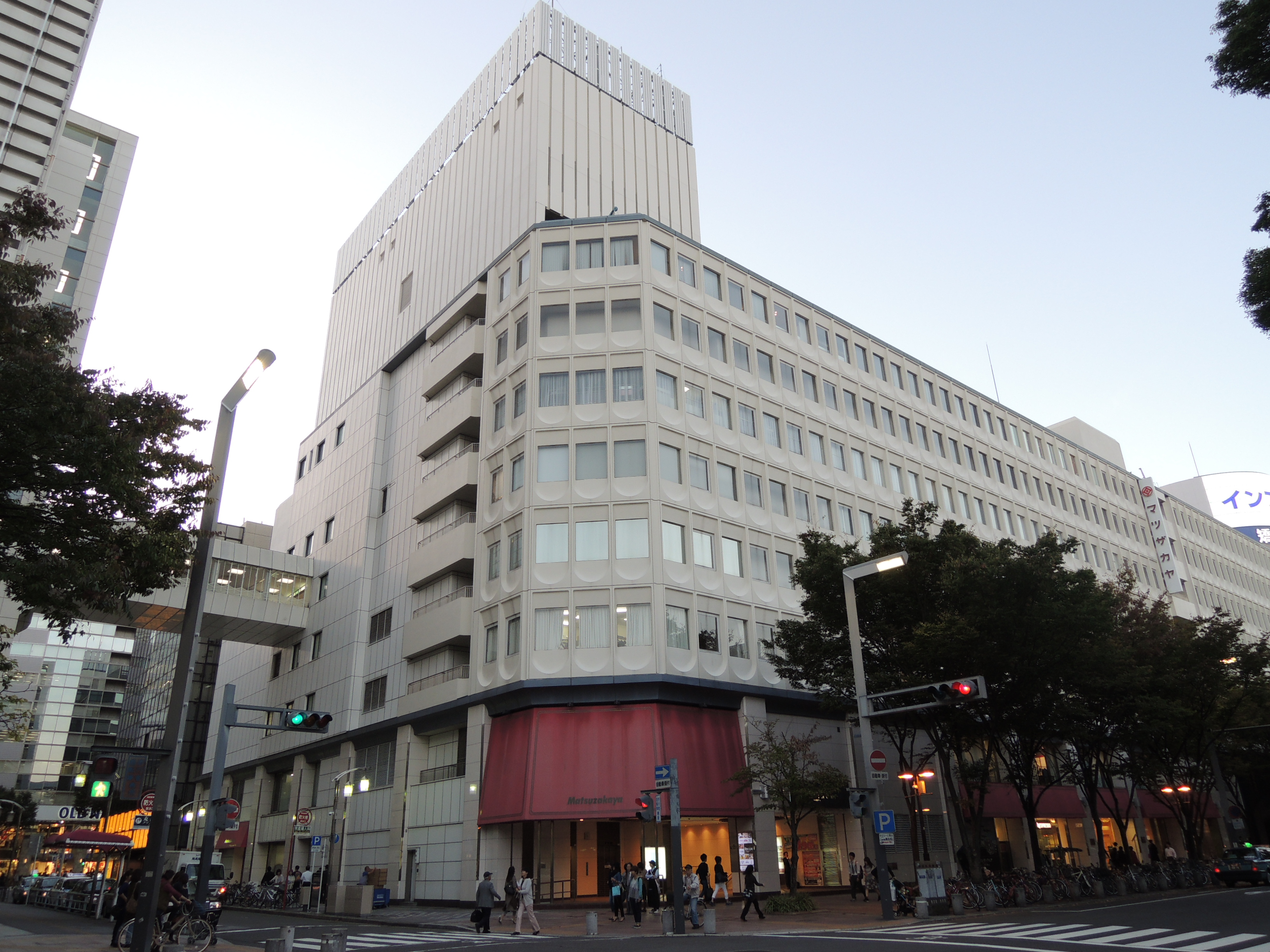
北館。オープン当時にはボウリング場があり、屋上にはボウリングのピンの巨大なオブジェがあった。
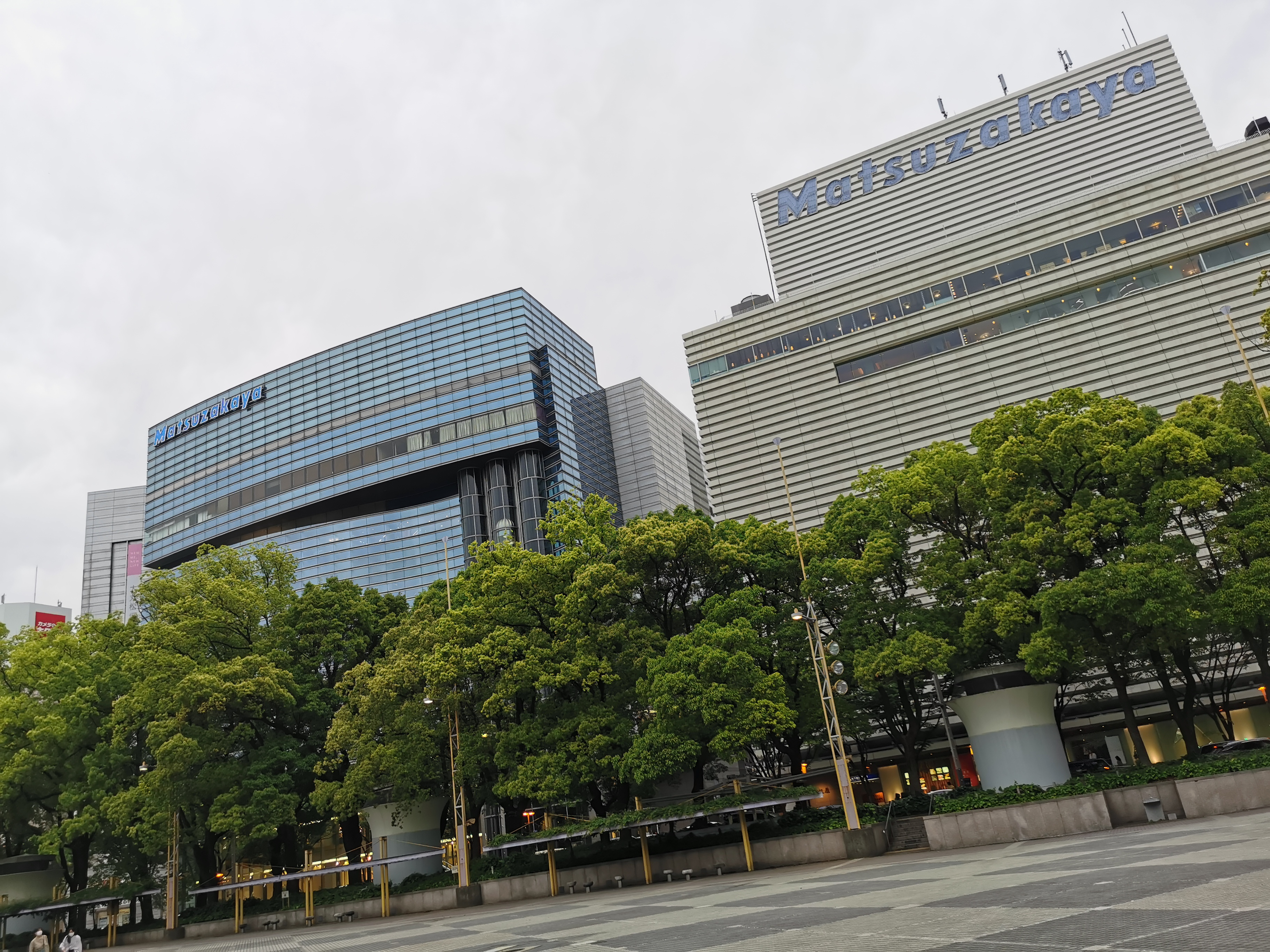
エンゼルパークより南館（左手）と本館を望む。
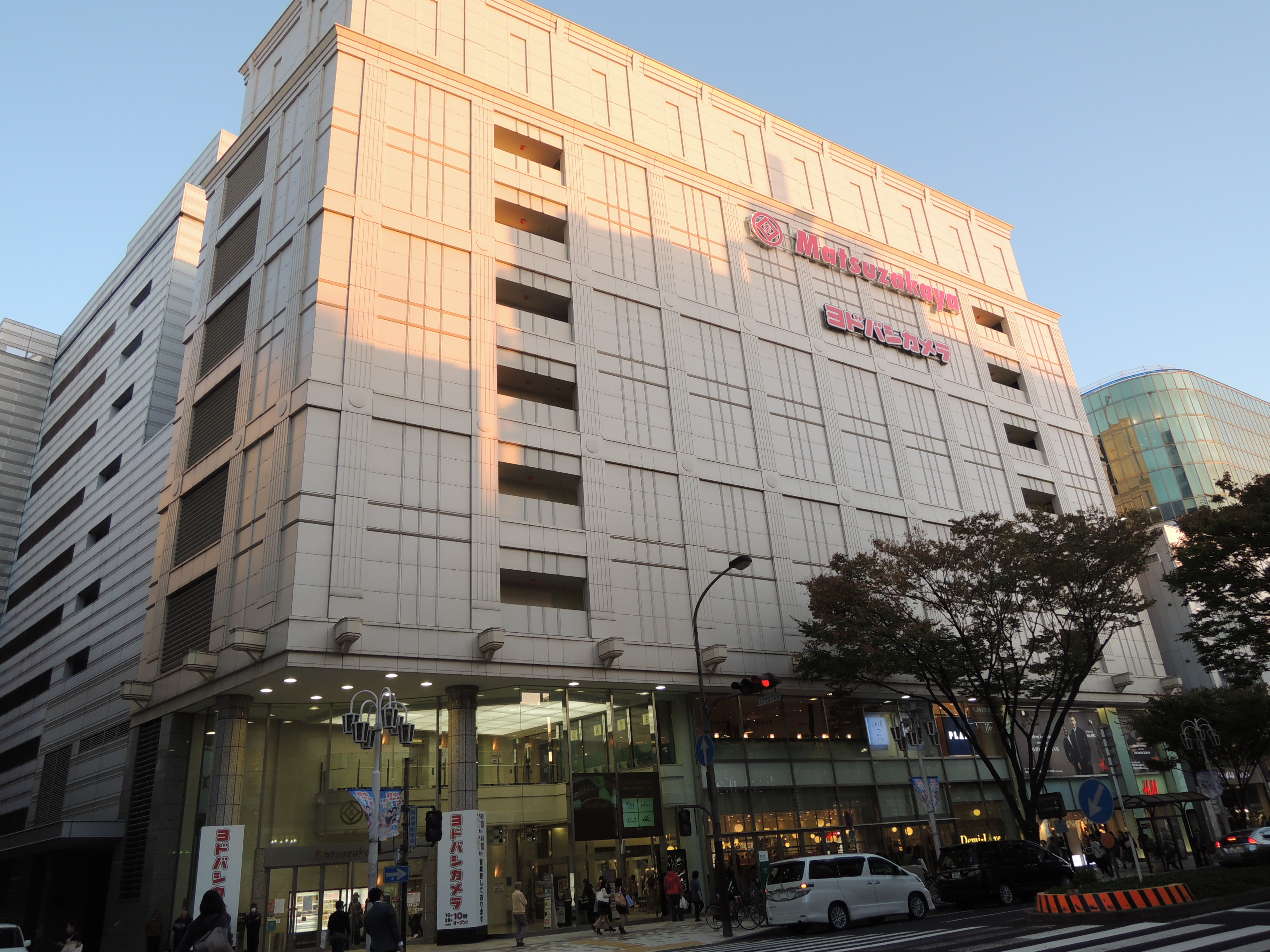
大津通に面した新南館。ヨドバシカメラのロゴが見える。
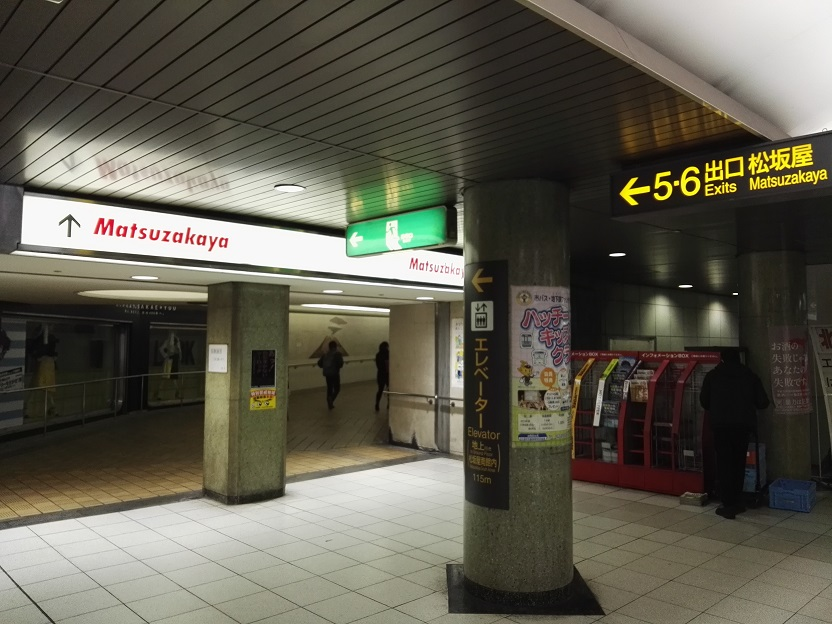
南館地下は地下鉄名城線矢場町駅に直結している。

## 業績
J.フロント_リテイリング株式会社第15期定時株主総会招集通知に記載された事業内容によると、2021年3月 - 2022年2月の松坂屋名古屋店の売上高は1039億8千4百万円であった。単店の売上高としては松坂屋各店の中で2番手の上野店の約5倍であり、大丸松坂屋百貨店が運営する大丸を含めてグループ最大である。隣接する名古屋PARCOのテナント取扱高は227億1千8百万円であった。俗に4M1Tと呼ばれた名古屋の百貨店のうち、同じ栄地区に店舗を持つ丸栄は2018年に閉店。株式会社名古屋三越の2021年4月 - 2022年3月の売上高は555億71百万円。名駅地区に店舗のある名鉄百貨店の2021年度の売上高は304億57百万円、ジェイアール東海高島屋の2022年2月期の売上高は1,416億円。4M1Tには含まれないものの、近鉄百貨店名古屋店は12億9千1百万円であった。栄では地域一番店であるものの、名古屋市内ではジェイアール東海高島屋に次いで2番目の売上となっている。